# XI съезд РКП(б)
XI съезд Российской коммунисти́ческой па́ртии (большевико́в) проходил в Москве с 27 марта по 2 апреля 1922 года. 
Присутствовало 522 делегата с решающим голосом и 165 с совещательным голосом.

## Порядок дня
- Политический отчёт ЦК (докладчик В. И. Ленин);
- Организационный отчёт ЦК (В. М. Молотов);
- Отчёт Ревизионной комиссии (В. П. Ногин);
- Отчёт ЦКК (А. А. Сольц);
- Отчёт делегации РКП(б) в Коминтерне (Г. Е. Зиновьев);
- Профсоюзы (М. П. Томский, А. А. Андреев);
- О Красной Армии (Л. Д. Троцкий);
- Финансовая политика (Г. Я. Сокольников, Е. А. Преображенский);
- Итоги чистки партии и укрепление её рядов (М. Ф. Шкирятов, Г. Е. Зиновьев; содоклады: о работе среди молодёжи — Г. И. Сафаров, о печати и пропаганде — Я. А. Яковлев);
- Выборы ЦК, ЦКК и Ревизионной комиссии.

## Принятые резолюции
- По докладу ЦК;
- По отчёту делегации РКП в Коминтерне;
- Роль и задачи профсоюзов в условиях новой экономической политики;
- О проверке и обновлении руководящих организаций профсоюзов;
- О финансовой политике;
- О работе в деревне;
- Об укреплении и новых задачах партии;
- О задачах и целях контрольных комиссий;
- Положение о контрольных комиссиях;
- Положение о Центральной ревизионной комиссии;
- По вопросу о РКСМ;
- О печати и пропаганде;
- По вопросу о работе среди работниц и крестьянок;
- Постановления по вопросу об укреплении Красной Армии;
- О некоторых членах бывшей «рабочей оппозиции».

## Итоги съезда
Главной задачей съезда было подведение итогов первого года осуществления НЭПа. В политическом отчёте ЦК Ленин заявил, что отступление — уступки частнохозяйственному капитализму — закончено, смычка с крестьянской экономикой устанавливается, союз рабочего класса и крестьянства укрепился, хозяйственные достижения налицо. Он выдвинул новую задачу: приостановить экономическое отступление и перегруппировать силы для наступления на капиталистические элементы. Суть этого положения состояла в том, что пределы допуска капитализма в условиях переходного периода установлены и испытаны на практике. Расширение рамок и возможностей развития капитализма в обстановке многоукладной экономики должно быть прекращено. Необходимо постепенно приобщить крестьянские массы к строительству социализма на основе широкого использования торговли и товарно-денежных отношений, то есть строить новую экономику вместе со всем трудовым крестьянством. Вопрос «кто кого?» в борьбе между социалистическими и капиталистическими элементами будет решен в пользу социализма. Но, чтобы победить капитализм, указывал Ленин, надо научиться хозяйничать и доказать, что коммунисты умеют вести хозяйство лучше капиталистов. Ленин выдвинул лозунг «учитесь торговать» и призвал коммунистов совершенствовать организацию управления народным хозяйством, повышать культурность. Он резко критиковал зазнайство, замазывание ошибок и недостатков; подчеркнул необходимость правильного подбора и расстановки кадров, организации систематической проверки исполнения. Съезд одобрил политическую и организационную линию ЦК и в резолюции указал, что сделанные уступки частнохозяйственному капитализму исчерпаны и очередной задачей является перегруппировка партийных сил с целью начать наступление на капиталистические элементы. В резолюции указывалось на необходимость более чёткого разграничения в работе партийных и советских органов, обращалось внимание на повышение роли ВЦИК и местных Советов как практических руководителей хозяйственной жизни. Одобрив деятельность представителей РКП(б) в ИККИ, съезд полностью солидаризировался с тактикой единого фронта, проводимой Коминтерном.
Особое внимание было придано повышению роли профсоюзов в условиях нэпа. Они должны стать ближайшими и непременными сотрудниками государственной власти во всей её политической и хозяйственной деятельности. В резолюции о финансовой политике были разработаны мероприятия по укреплению курса рубля, увеличению государственного дохода, стабилизации цен и др. Резолюция «О работе в деревне» осудила попытки административного воздействия на учреждения с.-х. кооперации. Главной задачей партийной работы в деревне было признано оказание практической помощи крестьянству в увеличении с.-х. производства. Большое внимание на съезде было уделено повышению теоретического и идейного уровня коммунистов, улучшению качественного состава партии, укреплению её рядов. Были изменены условия приёма в партию: затруднено вступление в её ряды «нечисто пролетарских элементов». Съезд утвердил резолюцию XI Всероссийской конференции РКП(б) «По вопросу об укреплении партии, в связи с учётом опыта проверки личного состава её». В постановлении по вопросу о Красной Армии съезд признал необходимым и дальше вести работу по повышению её боеспособности.
На последнем (закрытом) заседании был заслушан доклад созданной съездом комиссии, рассмотревшей вопрос о некоторых членах бывшей «рабочей оппозиции» (А. М. Коллонтай, С. П. Медведев, Г. И. Мясников, А. Г. Шляпников и др.), которые, вопреки решению X съезда РКП(б) (1921) о ликвидации всех фракций, продолжали фракционную деятельность. Накануне съезда они обратились в Коминтерн с заявлением, в котором изложили свою точку зрения на положение в партии и стране, указывали на отход партии от интересов рабочего класса. Съезд осудил деятельность бывших членов «рабочей оппозиции», исключил из партии наиболее злостных нарушителей партийной дисциплины и поручил ЦК, в случае проявления остальными в дальнейшем антипартийного поведения, исключить их из партии. В заключительном слове Ленин подверг критике выступления Преображенского, Н. Осинского (В. В. Оболенского), Шляпникова и др., пытавшихся ревизовать линию партии в проведении НЭПа.
Съезд избрал Центральный комитет из 27 человек и 19 кандидатов в члены ЦК, 5 членов Центральной контрольной комиссии и 2 кандидатов в члены ЦРК.

На первом заседании избранного съездом ЦК РКП(б) было избрано политбюро из 7 человек, 3 кандидата в члены политбюро; оргбюро из 7 человек, 3 кандидата в члены оргбюро; секретариат ЦК из 3 человек, генеральным секретарём ЦК был выбран И. В. Сталин.
XI съезд был последним, на котором присутствовал Ленин. 

## Цитаты
Трибуна съезда возвышалась метра на полтора над полом зала. На трибуне президиум съезда. Справа (если стоять лицом к залу) у края трибуны пюпитр, за которым стоит оратор; на пюпитре его подсобные бумажки - в ранней советской практике доклады никогда не писались заранее; они импровизировались; самое большее, докладчик имел на бумажке краткий план и некоторые цифры и цитаты. Перед пюпитром спускается в зал лестничка: по ней подымаются на трибуну и спускаются в зал ораторы. Так как во время доклада Ленина никто не должен подыматься на трибуну, я сел вверху лестницы в метре от Ленина - так я уверен, что все буду хорошо слышать.
Во время ленинского доклада придворный фотограф (кажется, Оцуп) делает снимки. Ленин терпеть не может, чтобы его снимали для кино во время выступлений - это ему мешает и нарушает нить мыслей. Он едва соглашается на две неизбежных официальных фотографии. Фотограф снимает его слева - тогда в глубине в некотором тумане виден президиум; потом снимает справа - виден только Ленин и за ним угол зала. Но на обоих снимках перед Лениным - я.

Эти фото часто печатались в газетах: "Владимир Ильич выступает последний раз на съезде партии", "Одно из последних публичных выступлений т. Ленина". До 1928 года я фигурировал всегда вместе с Лениным. В 1928 году я бежал за границу. Добравшись до Парижа, я начал читать советские газеты. Скоро я увидел не то в "Правде", не то в "Известиях" знакомую фотографию: Владимир Ильич делает последний политический доклад на съезде партии. Но меня на фотографии не было. Видимо, Сталин распорядился, чтобы я из фотографии исчез.
Например, я мало что могу вспомнить об этом XI съезде партии (1922 года), на котором я присутствовал, но ясно помню выступление Томского, члена Политбюро и руководителя профсоюзов. Он говорил: "Нас упрекают за границей, что у нас режим одной партии. Это неверно. У нас много партий. Но в отличие от заграницы у нас одна партия у власти, а остальные в тюрьме". Зал ответил бурными аплодисментами.
(Вспомнил ли об этом выступлении. Томский четырнадцать лет спустя, когда перед ним открылись двери сталинской тюрьмы? Во всяком случае он застрелился, не желая переступить ее порог.)